# Orthostigma karkloofense
Orthostigma karkloofense är en stekelart som beskrevs av Fischer 1995. Orthostigma karkloofense ingår i släktet Orthostigma och familjen bracksteklar. Inga underarter finns listade i Catalogue of Life.